# دانيال فيلا
دانيال فيلا (بالإسبانية: Daniel Vila)‏ هو بروفيسور وشخصية أعمال أرجنتيني، ولد في 1 يونيو 1953 في مندوزا في الأرجنتين.